# 安田伸子
Nobuko Yasuda（安田伸子 ）は、 京都府出身のピアニスト。日本では、Nobucco（ノブッコ）としてデビュー。

## 略歴
- 3歳の時ヤマハ音楽教室でピアノを始める。
- 16歳の時、アン・ミュージック・スクールで、ジャズピアノを学ぶ。
- 高校在学中の時、バークリー音楽大学の奨学金試験に合格。
- 1999年、ボストン・バークリー音楽大学へ入学、作・編曲専攻。
- 2001年、アルゼンチンブエノスアイレスに移住。
- 2004年、アルゼンチンのレコード会社、EpsaMusicと契約、CD＜Cruzando Buenos Aires＞-Quinteto Nobuko Yasudaで海外でリリース。バンドネオンの大御所、フリオ・パネと共演する。
- 2006年、ブラジルで、CD<Pagina de viaje～旅の物語>を録音、エグベルト・ジスモンチのリズムセクションメンバーと共演。Jazz Tokyoレーベル/アートユニオン(株)から日本でリリース。
- タンゴ名曲アルバム"タンゴ新世代による名曲集"に、オリジナル曲＜ニューヨークの混乱＞が選曲されタンゴの歴史に残る１曲との評価を受ける。（ラス・クンパルシータス－タンゴ新世代による名曲集を参照）

## 作品
- 2004年、CD＜Cruzando Buenos Aires～ブエノスアイレスを横切って＞
- 2006年、CD＜Pagina de viaje～旅の物語＞